# Philippe II. de Croÿ
Philippe II. de Croÿ (* 1496; † April 1549 in Brüssel) aus dem Haus Croy war der erste Herzog von Aarschot. Er war der älteste Sohn von Henri de Croÿ, Graf von Porcéan, ein General des Kaisers Karl V. und ab 1537 dessen Groß-Bailli und Gouverneur von Hennegau, und dessen Ehefrau Charlotte de Châteaubriant.

## Leben
1514 erbte er beim Tod seines Vaters die Grafschaft Porcéan. 1516 wurde er zum Ritter des Ordens vom Goldenen Vlies ernannt. 1521 erbte er die Titel seines Onkels Guillaume II. de Croÿ, darunter den Herzogstitel Duca di Sora ed Archi im Königreich Neapel und den Grafentitel eines erzherzoglichen Comte de Beaumont. Im April 1532 ernannte ihn Karl V. zum spanisch-niederländischen Markgrafen von Renty (span. Marqués de Rentín) und am 1. April 1534 in Genua zum spanisch-niederländischen Herzog von Aarschot und Granden von Spanien erster Klasse, verweigerte ihm damit aber zugleich den Rang eines Reichsfürsten.
Diesen erwarb seine Cousine und erste Ehefrau Anne de Croÿ (* 22. Februar 1502, † 6. August 1539), die er am 30. August 1520 geheiratet hatte, 1527 als Erbin ihres Vaters Charles de Croÿ, der 1486 zum Reichsfürsten von Chimay ernannt worden war. Die Söhne aus dieser Ehe konnten die Titel nun zusammenführen und der ältesten Linie des Hauses Croÿ damit den Status eines Reichsfürsten sichern. Anne de Croÿ starb zwei Jahre später, und Philipp wartete neun Jahre, bis zum 9. August 1548, bis er mit Anna von Lothringen (* 25. Juli 1522, † 15. Mai 1568), einer Tochter des Herzogs Anton II. von Lothringen und Witwe des Fürsten René von Orange, eine zweite Ehe einging. Allerdings lebte er nicht mehr lange genug, um die Geburt des Sohnes aus dieser Ehe zu erleben.
Philipp von Croy und seine beiden Ehefrauen wurden in Heverlee (heute ein Teil von Löwen, hier steht das Familienschloss Arenberg) bestattet.

## Nachkommen
Seine Kinder aus der ersten Ehe waren:
- Charles II. (* 1522, † 1551), 1539 3. Fürst von Chimay, 1549 2. Herzog von Aarschot, 3. Comte de Beaumont
- Louise (* 1524, † nach 1585) ⚭ I Maximilian von Burgund, 1. Marquis de Vere et de Vlissingen, † 1558; ⚭ II Johann von Burgund, † vor 1586, Herr zu Sommelsdijk (beide aus dem Haus Burgund)
- Philippe III. (* 1526, † 1595), 1551 3. Herzog von Aarschot, 4. Fürst von Chimay, 4. Comte de Beaumont
- Guillaume III. (* 1527, † 1565), 1549 2. Marquis de Renty
- Antoine (*† 1530)
- Louis (*† 1533)

Der postum geborene Sohn aus der zweiten Ehe war:
- Charles Philippe (* 1549, † 1613), 1574 Marquis d’Havré, 1594 Reichsfürst